# East Carondelet, Illinois
East Carondelet là một làng thuộc quận St. Clair, tiểu bang Illinois, Hoa Kỳ. Năm 2010, dân số của làng này là 499 người.

## Dân số
Dân số qua các năm:
- Năm 2000: 267 người.
- Năm 2010: 499 người.